# Emorej
Emorej, de son vrai nom Komla Jérôme Dakou, né le 8 février 1995 dans la ville de Lomé, est un chanteur auteur-compositeur-interprète togolais.

## Biographie

### Enfance et études
Jérôme est issu  d'une famille de trois garçons dont il est l'ainé. Il est né le 8 février 1995 de parents togolais dans le quartier Agbalépédogan dans la ville de Lomé où il fait ses études primaires. Il effectue ses études secondaires à l'école Isak de Tsévié. Il obtient son baccalauréat scientifique, option série D au lycée de Bè- Klikamé et s'inscrit à l'école des cadres.

### Début de carrière
Il débute comme autodidacte en 2014, après des expériences dans le RnB, il opte pour un mélange de style gospel et afropop qu'il surnomme gospop. Sa passion pour la musique lui vient au collège par l'interprétation des chansons de Michael Jackson, Daouda, et se choisit comme nom de scène Emorej, l'acronyme de son prénom Jérôme.
C'est à partir de 2021 qu'il acquiert une renommée internationale grâce à la chanson Prayer, en featuring avec Juliano,.

### Singles
- 2017 : I don't need
- 2021 : Prayer (featuring Juliano)
- 2021 : Godoo[3]
- 2022 : Grateful[4]
- 2022 : Elagnon (featuring Arnold Dacruss)
- 2022 : Powerful (featuring Jah phinga)
- 2023 : Blessing (featuring Tito Famous)
- 2023 : Bénédiction[5].

## Distinctions

### Récompenses
- 2023 : Meilleur tube à la 7e édition des Heroes 228[6]
- 2022 : Lauréat dans les catégories du meilleur acteur de développement, du meilleur artiste gospel, de l'artiste découverte, du meilleur artiste révélation et du meilleur artiste Lomé à la 3e édition de Golfe 1 Talents[7],[8]
- 2021 : Prix de la révélation de l’année aux All Music Awards pour la chanson Prayer (featuring Juliano)[9],[10],[11]